# باوزي

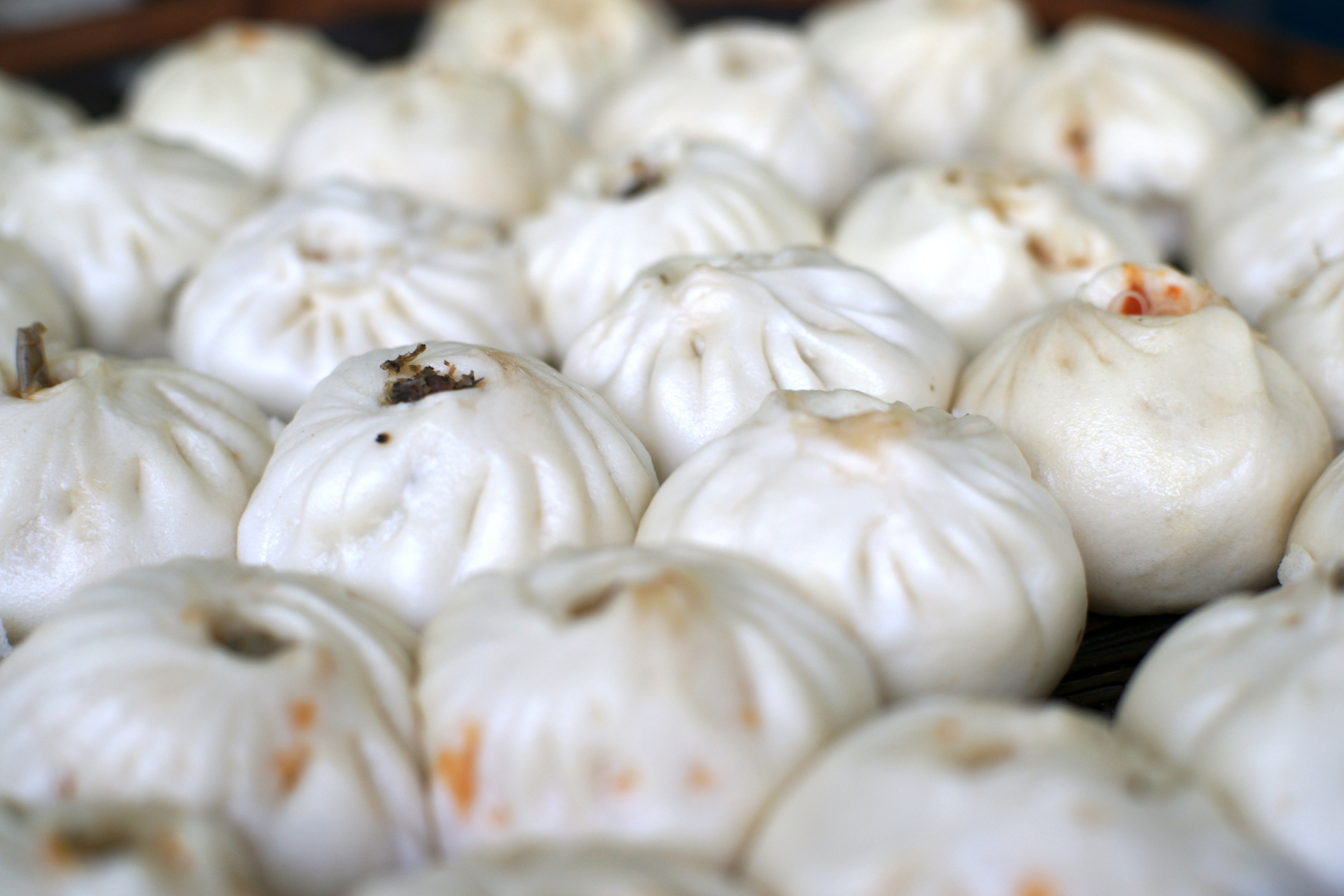
باوزي

باوزي (بالصينية: 包子) هو معجنات تطهى عادة على البخار يتم حشوه باللحم أو الخضار. الباوزي منتشر في عديد من البلدان حيث لديه عدة أسماء وحشوات.